# Newville (Alabama)
Newville è un comune degli Stati Uniti d'America situato nella contea di Henry dello Stato dell'Alabama.